# Contra-compositie VI
Contra-compositie VI (Duits: Kontra-Komposition VI, Engels: Counter-Composition VI, Frans: Contre-composition VI, Italiaans: Contro-Composizione VI) is een schilderij van de Nederlandse schilder Theo van Doesburg in het Tate Modern in Londen.

## Het werk

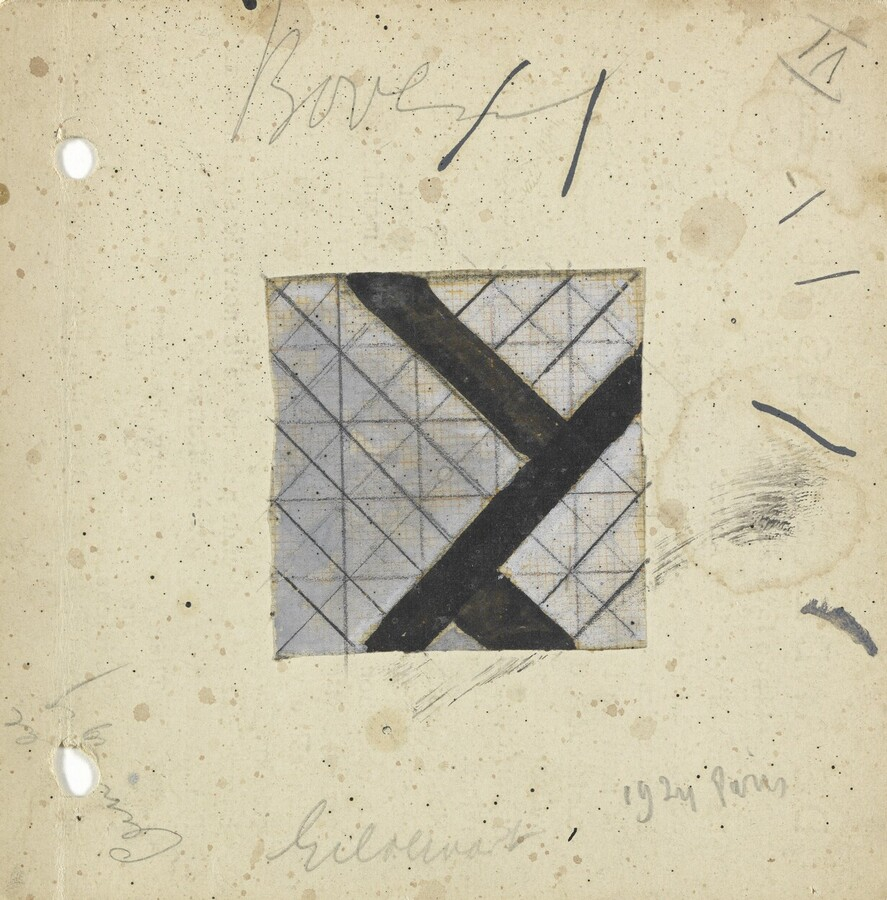
Theo van Doesburg. Studie voor Contra-compositie VI. 1924. Potlood en gouache op papier bevestigd op karton. 11,5 × 12 cm. Otterlo, Kröller-Müller Museum.

Contra-compositie VI is het zevende schilderij in de serie contra-composities, waarmee Van Doesburg in 1924 begon. Het heette aanvankelijk dan ook Contra-Kompositie VII (genummerd als VI...zwart, wit). De huidige titel is gebaseerd op het boekje Unique studies for Compositions, waarin Van Doesburg alle voorstudies van zijn contra-composities opnam, en waar het voorkomt als zesde. Het is aan de achterzijde met olieverf gesigneerd 'THEO VAN DOESBURG' en gedateerd '1925'.
Op 27 augustus 1925 werkte Van Doesburg aan Contra-compositie VI, want op die datum schrijft hij aan zijn vriend César Domela Nieuwenhuis: 
Uit het laatste werk, dat ik met de groote wit-zwarte contre-kompositie [Contra-compositie VIII] beëindigde, heeft zich nu een geheel nieuwe en op zich zelf staande uitdrukkingswijze ontwikkeld. Het zijn voornamelijk schuine dingen in opositie met de 'construction terrestre' van domineerend horizontaal en verticaal. Twee er van zijn al een eind opstreek [vermoedelijk Contra-compositie VI en Contra-compositie XIV], de andere slechts in schetsvorm'.
Contra-compositie VI is dus het eerste schilderij waarin Van Doesburg afstapt van de 'aardse' orthogonale werkwijze van de nieuwe beelding en de diagonaal in zijn werk introduceert.
Waarom hij dit deed legt Van Doesburg uit in het artikel ‘Van Kompositie tot contra-kompositie’, dat in 1926 verscheen in De Stijl, en waarin hij schrijft: 
H.V. [Horizontaal-Vertikaal of de orthogonale compositie] is de fundamenteele inhoud der physieke, reeële en optische natuur. In beelding dezer beide, door evenwicht tot eenheid te brengen was het klassieke kunstbeginsel, doch dit laatste bleek ontoereikend tot uitdrukking van den modernen geest, zich kenmerkend door de behoefte aan scherpste tegen-stelling van natuur, physische structuur en van elke symbolistische verromantiseering daarvan.
 Volgens Van Doesburg was het tijd dat de schilderkunst nog meer zichzelf was dan het geval was binnen de nieuwe beelding. Door de diagonaal te introduceren keerde het schilderij zich tegen de doorgaans orthogonale ruimte, waarin het zich bevond, vandaar de term contra-compositie. In het artikel illustreerde Van Doesburg zijn werkwijze – van compositie tot contra-compositie – aan de hand van vier figuren, waarvan het laatste aan Contra-compositie VI is ontleend.

## Herkomst
In 1925 ruilde Van Doesburg Contra-compositie VI met Friedrich Vordemberge-Gildewart tegen twee van zijn werken. Zijn weduwe, Ilse E. Vordemberge-Leda, verkocht het in 1982, via kunsthandel Annely Juda Fine Art in Londen, aan de Tate Gallery. Tegenwoordig is het ondergebracht in de in 2000 geopende dependance van de Tate Gallery, het Tate Modern in Londen.

## Tentoonstellingen
Contra-compositie VI maakte deel uit van de volgende tentoonstellingen:
- L'Art d'Aujourd'hui, 30 november-21 december 1925, Syndicat des Antiquaires, Parijs.
- Documenta. Kunst des XX. Jahrhunderts, 15 juli-18 september, Museum Fridericianum, Kassel.
- Die zwanziger Jahre in Hannover, 1916-1933, 12 augustus-30 september 1962, Kunstverein, Hannover.
- Mondrian, de Stijl and their impact, april 1964, Marlborough-Gerson Gallery, New York (?).
- Konstruktive Malerei, 19 november 1966-8 januari 1967, Frankfurter Kunstverein, Frankfurt am Main.
- Vom Konstruktivismus zur Kinetik, 1917 bis 1967, 10 juni-10 september 1967, Galerie Denise René, Hans Mayer, Krefeld.
- Theo van Doesburg, 13 december 1968-26 januari 1969, Van Abbemuseum, Eindhoven.
- Theo van Doesburg, 17 februari-23 maart 1969, Gemeentemuseum Den Haag.
- Theo van Doesburg 1883-1931, 18 april-1 juni 1969, Kunsthalle Neurenberg, Marientor.
- Konstruktive Kunst, 9 augustus-7 september 1969, Kunsthalle Bazel.
- Die zwanziger Jahre. Kontraste eines Jahrzehnts, 25 mei-15 september 1973, Kunstgewerbemuseum, Zürich.
- Vordemberge-Gildewart remembered, 4 juli-14 september 1974, Annely Juda Fine Art, Londen.
- abstraction création 1931-1936, 2 april-4 juni 1978, Westfälisches Landesmuseum für Kunst und Kulturgeschichte, Münster.
- abstraction création 1931-1936, 16 juni-17 september 1978, Musée d'Art Moderne de la Ville de Paris, Parijs.
- Line + movement, 17 juni-29 september 1979, Annely Juda Fine Art, Londen.
- The 1st Russian show. A commemoration of the Van Diemen exhibition Berlin 1922, 15 september-3 december 1983, Annely Juda Fine Art, Londen.
- Van Doesburg and the International Avant-Garde, 20 oktober 2009-3 januari 2010, Stedelijk Museum De Lakenhal, Leiden (als Counter-Composition VI, 1925).
- Van Doesburg and the International Avant-Garde, 4 februari-16 mei 2010, Tate Modern, Londen (idem).